# Danielle Darrieux, une vie de cinéma

Danielle Darrieux, une vie de cinéma est un documentaire d'archives tourné pour la télévision par Anne Wiazemsky en 2007.
Ce documentaire est un portrait éponyme de Danielle Darrieux. 

## Fiche technique
- Titre : Danielle Darrieux, une vie de cinéma
- Réalisation : Anne Wiazemsky
- Image : Pierre Stoeber, Laurent Fleutot, Mikaël Lubtchansky
- Montage : Guillaume Lauras
- Son : Christophe Daubré
- Production : Mireille Achino pour Entracte Production et avec la participation de France 5
- Durée : 52 minutes.
- Première diffusion : 1er mai 2007 sur France 5

## Participants
- Danielle Darrieux
- Catherine Deneuve
- Jacques Fieschi
- Ludivine Sagnier
- Christophe Honoré
- Anne Fontaine
- Denys de La Patellière
- Daphné Belot
- Alice Butaud(comédienne)
- Anne Wiazemsky (voix off)